# Cẩm Phúc
Cẩm Phúc là một xã thuộc huyện Cẩm Giàng, tỉnh Hải Dương, Việt Nam.
Xã Cẩm Phúc có diện tích 5,73 km², dân số năm 2015 là 8113 người, mật độ dân số đạt 1415 người/km².